# Masafuerarayadito
De masafuerarayadito (Aphrastura masafuerae) is een zangvogel uit de familie Furnariidae (ovenvogels). Het is een ernstig bedreigde vogelsoort die endemisch is op het eiland  Alejandro Selkirk (Isla Más Afuera) in de Juan Fernández-archipel (Chili).

## Herkenning
De vogel is 14 tot 15 cm lang. De vogel is van boven dofbruin en van onder lichter. De keel is bijna wit, de borst en buik zijn grijsbruin. Het voorhoofd is vuilwit, de kruin is donkerbruin en de vogel heeft een vage, lichte wenkbrauwstreep. De vogel lijkt op de doornstaartrayadito (A. spinicauda) maar is iets groter, heeft een langere snavel en het verenkleed is doffer en minder contrastrijk.

## Verspreiding en leefgebied
De vogel komt alleen voor op het eiland Alejandro Selkirk van de Chileense Juan Fernández-archipel. Het leefgebied bestaat uit met struiken, varens en bos begroeide hellingen tussen de 800 en 1300 m boven de zeespiegel. 's Winters verblijft de vogel op lagere hoogten (ca. 600 m). De vogel broedt in natuurlijke holten zoals rotsspleten.

## Status
Deze ovenvogel heeft een zeer klein verspreidingsgebied en daardoor is de kans op uitsterven groot. De grootte van de wereldpopulatie werd in 2012 geschat op 70 tot 400 individuen. Het leefgebied wordt bedreigd door overbegrazing door geiten, het verzamelen van brandhout en de introductie van zoogdieren zoals huiskatten, maar ook muizen en ratten die predereren op de jongen en eieren van deze vogels. Om deze redenen staat de masafuerarayadito als ernstig bedreigd (kritiek) op de Rode Lijst van de IUCN.